# Espina vera
L'espina vera (Rhamnus cathartica), és una planta de la família de les ramnàcies. Aquesta planta també es coneix amb els noms d'espina cervina, espina santa, arç, cambró o prunelló silvestre. Aquesta planta té propietats laxants i diürètiques, però el seu consum excessiu produeix vòmits i diarrees.

## Distribució
L'espina vera es troba a les zones temperades d'Euràsia, des de les illes Britàniques fins al Kirguizstan.
L'hàbitat general d'aquesta planta és la muntanya mitjana, habitualment es troba entre els 800 i els 1.400 m.
L'espina vera es considera una espècie invasora en molts llocs, sobretot als Estats Units.

## Descripció
Aquesta planta és un arbust espinós, dioic i caducifoli. Les fulles són simples i ovades, de color verd i es van tornant grogues cap a la tardor. Les flors són de color groguenca.
El fruit de l'espina vera és una baia de color negre, que s'utilitza amb finalitats medicinals.
L'escorça i el fruit tenen propietats purgants. S'utilitzaven antigament a la medicina herbal casolana, però ara ja no es fan servir tant a causa dels efectes purgants massa violents i l'abundància d'efectes secundaris.
Se n'empraven les llavoretes com a colorant per a obtenir el groc de canari.
Les erugues de la papallona coneguda com a llimonera (Gonepteryx rahmni) viuen de les fulles d'aquesta planta.